# 龍仁運転免許試験場
龍仁運転免許試験場（ヨンインうんてんめんきょしけんじょう）は京畿道龍仁市器興区にある道路交通公団の運転免許試験場である。

## 施設概要

### 本館
- 1階：受付、売店、身体検査室、写真室
- 2階：学科試験場、交通安全教育場
- 3階：試験場長室、総務係、試験係、会議室

### 別館
- 1階：道路走行試験待機室、大型技能待機室、普通技能待機室
- 2階：試験係
- 3階：技能試験統制室

## 学科試験
- 四輪（第二種小型免許を含む）、原動機付自転車免許ともにPC式のみ。
- 手話ビデオ（重度の聴覚障害者対象）

## 技能試験が可能な運転免許の種類
各運転免許の詳細については運転免許の区分を参照
- 第一種大型免許
- 第一種普通免許
- 第二種普通免許
- 第二種小型免許
- 第二種原動機付自転車免許

## 交通アクセス
- 盆唐線梧里駅から
  - 9404番、2002番、7007-1番、5500-1番（座席バス）
  - 1116番、116-3番、116-1番、820番（市内バス）
  - 36番、30番、80番（マウルバス）